# 625
625（六百二十五、六二五、ろっぴゃくにじゅうご）は、自然数また整数において、624の次で626の前の数である。

## 性質
- 625は合成数であり、約数は1, 5, 25, 125, 625である。
  - 約数の和は781。
    - 約数の和が奇数になる42番目の数である。1つ前は578、次は648。

  - 約数を5個もつ3番目の数である。1つ前は81、次は2401。
    - 自身の約数の個数の数を約数にもつ5番目の奇数である。1つ前は441、次は1089。(オンライン整数列大辞典の数列 A036896)
- 25番目の平方数である。1つ前は576、次は676。
  - n = 2 のときの 25n の値とみたとき1つ前は25、次は15625。
- 625 = (5 × 5)2
  - n = 5 のときの (5n )2 の値とみたとき1つ前は400、次は900。(オンライン整数列大辞典の数列 A016850)
- 最上位の桁を切り捨てても平方数になる10番目の平方数である。1つ前は400、次は900。(オンライン整数列大辞典の数列 A225885)
  - 100の倍数を除くと8番目の平方数である。1つ前は225、次は1225。(オンライン整数列大辞典の数列 A247267)
    - 例．625 = 252、25 = 52
- 625 = (10 × 2 + 5)2
  - n = 2 のときの (10n + 5)2 の値とみたとき1つ前は225、次は1225。(オンライン整数列大辞典の数列 A017330)
- 5番目の4乗数（二重平方数）である。1つ前は256、次は1296。
  - n = 4 のときの 5n の値とみたとき1つ前は125、次は3125。
  - n = 5 のときの nn−1 の値とみたとき1つ前は64、次は7776。(オンライン整数列大辞典の数列 A000169)
  - n = 2 のときの (2n + 1)2n の値とみたとき1つ前は9、次は117649。(オンライン整数列大辞典の数列 A085530)
  - 素数 p = 5 のときの p 4 の値とみたとき1つ前は81、次は2401。(オンライン整数列大辞典の数列 A030514)
- 625 = 5 × 53
  - n = 5 のときの 5n 3 の値とみたとき1つ前は320、次は1080。(オンライン整数列大辞典の数列 A244725)
- 625 = 2−4 × 104
  - 625 × 10−4 = 1/24 = 1/16 = 0.0625
- 1/625 = 0.0016
  - 逆数が有限小数になる25番目の数である。1つ前は512、次は640。(オンライン整数列大辞典の数列 A003592)
- 625 = 56−2 であり、12番目のフリードマン数(Friedman number)である。1つ前は347、次は688。
  - 平方数がフリードマン数になる4番目の数である。1つ前は289、次は1024。
- 625を2乗すると 6252 = 390625 と下4桁が0625となる。よって全ての625の累乗数の下4桁もまた0625となる。下4桁に着目したときこのような現象が起こるのは他に9376のみ。
  - 7番目の自己同形数である。1つ前は376、次は9376。
- 625 = 72 + 242 = 152 + 202
  - 異なる2つの平方数の和で表せる185番目の数である。1つ前は617、次は626。(オンライン整数列大辞典の数列 A004431)
  - 2つの平方数の和2通りで表せる40番目の数である。1つ前は610、次は629。
- 252 = 72 + 242 =152 + 202
  - 平方数が異なる2つの平方数の和で表せる7番目の数である。1つ前は400、次は676。(オンライン整数列大辞典の数列 A134422)
    - ここに現れる 7，24，25 や 15, 20, 25 はピタゴラス数である。
- 625 = 92 + 122 + 202 = 122 + 152 + 162
  - 3つの平方数の和2通りで表せる142番目の数である。1つ前は620、次は632。(オンライン整数列大辞典の数列 A025322)
  - 異なる3つの平方数の和2通りで表せる125番目の数である。1つ前は620、次は632。(オンライン整数列大辞典の数列 A025340)
- 各位の和が13になる52番目の数である。1つ前は616、次は634。

## その他 625 に関連すること
- 西暦625年
- 紀元前625年
- PALにおける1フレームあたりの走査線の本数。
- 625 DAYSは、尾崎豊のドキュメンタリー作品（DVD）。2005年8月24日発売。
- 1950年6月25日に朝鮮戦争が勃発した。このため韓国内では朝鮮戦争のことを「625動乱」と呼ぶ場合がある。
- カレンダーの数をMMDDの形(Month,Day)で表したとき唯一の4乗数である。また自己同形数としても唯一の数である。